# Temnora pylas
Temnora pylas là một loài bướm đêm thuộc họ Sphingidae. Loài này có ở Nam Phi và Zimbabwe.

## Phân loài
- Temnora pylas pylas (South Africa to Zimbabwe)
- Temnora pylas exilis Kernbach, 1962 (Zimbabwe)